# 빠이 공항
빠이 공항(태국어: ท่าอากาศยานหาดใหญ่영어: Pai Airport IATA: PYY, ICAO: VTCI)은 원래 일본 제국 육군에 의해 제2차 세계 대전 중에 건설된 이 공항은 종전 후 인적이 끊겼으며, 1945년에 의해 민간 공항으로 개발되었다.
도읍지인 무양매홍손에서 약 1km 떨어진 72.3 지역에 위치하고 있으며, 활주로 1개(넓이 23m, 길이 1,000m)를 갖추고 있다.

## 항공사 및 목적지
2017년 4월 칸 항공이 모든 항공편을 단종한 이후 빠이 공항로 가는 정기 상항선 운항을 하지 않고 있다.
2018 5월, 위즈덤 항공이라는 새로운 항공사가 빠이에서 치앙마이까지 비행할 계획을 발표했다. 이 웹사이트는 현재 1790바트에서 1주일의 선불 구매를 광고하고 있지만 온라인에서는 표를 구할 수 없다.